# دهستان کتول
کتول، دهستانی از توابع بخش مرکزی شهرستان علی‌آباد در استان گلستان ایران است.

## جمعیت
براساس سرشماری سال ۱۳۸۵ جمعیت آن ۳۳٬۷۲۹ نفر (۷٬۷۶۲ خانوار) بوده‌است. مردم این منطقه به زبان طبری با گویش کتولی سخن می‌گویند.